# مسجد الجن
مسجد الجن هو مسجدٌ تاريخيٌّ يقع في مكة المكرمة، في حي الغزة بالقرب من المسجد الحرام.

## سبب التسمية
سمي بهذا الاسم لأن العسس يجتمعون عنده ليلاً، ويقال الموضع الذي خطه الرسول صلى الله عليه وسلم لابن مسعود ليلة استمع إليه الجن، وأن الجن بايعوا الرسول صلى الله عليه وسلم.

## تاريخه
يرجع تاريخ إنشاء المسجد إلى أوائل القرن الثالث الهجري وكان يطلق عليه (مسجد الحرس) وقد سمي بالحرس لأن صاحب الحرس كان يطوف مكة، حتى إذا انتهى إليه وقف عنده لم يجزه حتى يتوافد عند عرفاؤه وحراسة، يأتون إليه من شعب بني عامر وثنية الحجون، فإذا توافدوا عنده رجع منحدراً إلى مكة المكرمة، وقد عرف المسجد أيضا بمسجد البيعة لما يروى أن الجن بايعوا رسول الله صلى الله عليه وسلم في ذلك الموضع.

## تعمير المسجد
في سنة 1112 هـ عمر إبراهيم بك مسجد الجن بالمعلاة ودفن تحت الأرض مع كثرة السيول، ومع الزمن غرسوا في ذلك المكان بعض الأشجار والبساتين وبعض الريحان، حتى أنه قام المهندسون والعلماء وحفروا الموقع وظهر محراب المسجد الذي أسلم الجن فيه تحت الأرض، وبادروا بقطع الأشجار وتنظيف البقعة تماماً، ثم بني فيه مسجد صغير على حدة ووضعوا المحراب على ما كان عليه، وجعلوا اعلى المسجد قبة، ثم بنوا مسجداً آخراً على سطح المسجد بقبة كبيرة وجعلوا بجانبه حنفية وعمروه بأحسن البناء.

## وصف المسجد
يتميزالمسجد ببنائه على طراز معماري حديث وقد تم بناؤه من البلوك والخرسانة المسلحة وتبلغ مساحة نحو 500م2 ويتسع لنحو 350 مصلياً، ويتكون المسجد من مصلى رجال ومصلى للنساء بالدور العلوي تبلغ مساحة نحو 130م2 بالإضافة إلى دورات المياه للنساء تقع غرب المسجد كما يحتوي المسجد على غرفة للإمام والمؤذن بالإضافة إلى غرفة للحارس.
أما منارة المسجد فتقع شمال شرق المسجد وتعلو فوق سطح الأرض بنحو 28م وللمسجد مدخلان احدهما بالواجهة الشمالية ويؤدي إلى بيت الصلاة والاخر بالواجهة الغربية يؤدي إلى دورات المياه النسائية وسكن الحارس.

### مكونات المسجد
- بيت الصلاة: يعتبر بيت الصلاة المكون الرئيس للمسجد، وهو مستطيل الشكل تبلغ مساحته نحو 270م2، ويتكون من قاعدة مغلقة يتوسط سقفها قبة نصف كروية، ويتوسط المحراب والمنبر حائط القبلة، ويتحوي بيت الصلاة على مدخل المسجد الرئيسي كما يحتوي على غرفة الامام والمؤذن ويحتوي بيت الصلاة على العديد من النوافذ والتي تقع بالحائط الشرقي والغربي للمسجد.

- مصلى النساء: يقع مصلى النساء أعلى بيت الصلاة شمال المسجد، وهو مستطيل الشكل تبلغ مساحته نحو 130م2 ويتكون من قاعة مغلقة ويوجد به تسع نوافذ مستطيلة الشكل تقع في كل من الحائط الشرقي والغربي للمصلى، كما يحتوي على نافذة زجاجية مستطيلة بكامل الحائط الجنوبي تطل على بيت الصلاة، ويحتوي مصلى النساء على فراغ صغير يقع شمال المصلى ويستخدم كاستراحة لكبار السن
- المحراب والمنبر: يقع المحراب بالواجهة الجنوبية لبيت الصلاة وسط حائط القبلة، وهو مجوف وله سقف مسطح وقد تم تكسيته بالجرانيت كما يحيط به اطار من الجرانيت ويقع المنبر بجانب المحراب وهو مجوف الشكل ويبرز على حائط القبلة بقرابة المتر وللمنبر مدخلان أحدهما بحائط القبلة والآخر بالواجهة الشرقية للمسجد.
- الأبواب: يحتوي مسجد الجن على العديد من الأبواب الموزعة على فراغات المسجد المختلفة، وتتنوع أبواب المسجد بيت أبواب حديد وأبواب خشب وأبواب بضفلة واحدة وبضفلتين.
- النوافذ والفتحات: يحتوي المسجد على نحو 42 نافذة زجاجية مستطيلة الشكل موزعة على فراغات المسجد المختلفة حيث يحتوي مصلى الرجال على 21 نافذة موزعة على الحائط الشرقي والغربي كما يحتوي مصلى النساء على 9 نوافذ زجاجية كما تحتوي المئذنة على 12 نافذة زجاجية.
- الأسقف: سقف المسجد من الخرسانة وينقسم إلى قسمين، القسم الأول يعلو سقف مصلى الرجال ويتكون من بلاطة خرسانية يتوسطها قبة نصف كروية يبلغ قطرها 7.55م وارتفاعها نحو 2.5م وزينت من الداخل بآيات قرآنية أما الجزء الثاني فيقع أعلى مصلى النساء ويتكون من بلاطة مستقيمة من الخرسانة تنخفض عن سقف بيت الصلاة.[2]

## انظر ايضاً
- مسجد القبلتين
- مسجد الراية
- مسجد الخيف

## وصلات خارجية
- من الاستماع والبيعة إلى خط النبي.. تَعَرّف على قصة «مسجد الجن» ومسماه.
- 11 مسجدا في مكة شواهد على أحداث السيرة النبوية.